# Hrabstwo Worcester (Maryland)

Piramida wieku hrabstwa

Hrabstwo Worcester (ang. Worcester County) to hrabstwo w amerykańskim stanie Maryland. Hrabstwo zajmuje powierzchnię całkowitą 1 799,34 km² i według szacunków US Census Bureau w roku 2006 liczyło 48 866 mieszkańców. Siedzibą hrabstwa jest miejscowość Snow Hill.

## Historia
Hrabstwo Worcester powstało w 1742 roku z części hrabstwa Somerset. Nazwa hrabstwa pochodzi od earla Worcester. W roku 1867 hrabstwo Worcester uległo zmniejszeniu, gdy z jego części i z części hrabstwa Somerset utworzone zostało hrabstwo Wicomico.

## Geografia
Hrabstwo Worcester położone jest w całości na półwyspie Delmarva. Zajmuje powierzchnię całkowitą 1 799,34 km², z czego 1 225,69 km² stanowi powierzchnia lądowa a 573,66 km² (31,9%) powierzchnia wodna. Najwyższy punkt w hrabstwie ma wysokość 20 m n.p.m., zaś najniższy punkt położony jest na poziomie morza u brzegów Oceanu Atlantyckiego.

### Miasta
- Berlin
- Ocean City
- Pocomoke City
- Snow Hill

### CDP
- Bishopville
- Girdletree
- Newark
- Ocean Pines
- Stockton
- West Ocean City
- Whaleyville

## Demografia
Według szacunków US Census Bureau w roku 2006 hrabstwo Worcester liczyło 48 866 mieszkańców.